# Roop Durgapal
Roop Durgapal (sinh 15 Tháng 10 1988 tại Almora, Ấn Độ) là diễn viên truyền hình Ấn Độ được biết đến bởi vai Sanchi của phim Cô dâu 8 tuổi.

## Thông tin
Roop Durgapal sinh ra ở Almora, Uttarakhand. Cô được biết đến bởi vai diễn Sanchi trong seri phim Cô dâu 8 tuổi năm 2012.
Tháng 3 năm 2015, cô tham gia bộ phim Swaragini trong vai Kavya Maheshwari. Sau đó cô tiếp tục tham gia phim kuch Rang Pyar Ke Aise Bhi trong vai Natasha Guraj.
Năm 2016, cô tham gia bộ phim Góa phụ nhí với vai Supriya Pulkit Chaturvedi.